# バクテリオクロロフィル
バクテリオクロロフィル(Bacteriochlorophyll)は、紅色細菌・紅色硫黄細菌に含まれる青緑色色素である。細菌葉緑素、細菌クロロフィルともいう。化学的にはきわめてクロロフィルに似ており、マグネシウムを含むポルフィリンで、クロロフィル同様光のエネルギーを捕えて、これら細菌の光合成に関与する。緑色細菌は、バクテリオビリジンというクロロフィルおよびバクテリオクロロフィルに似た色素を含む。

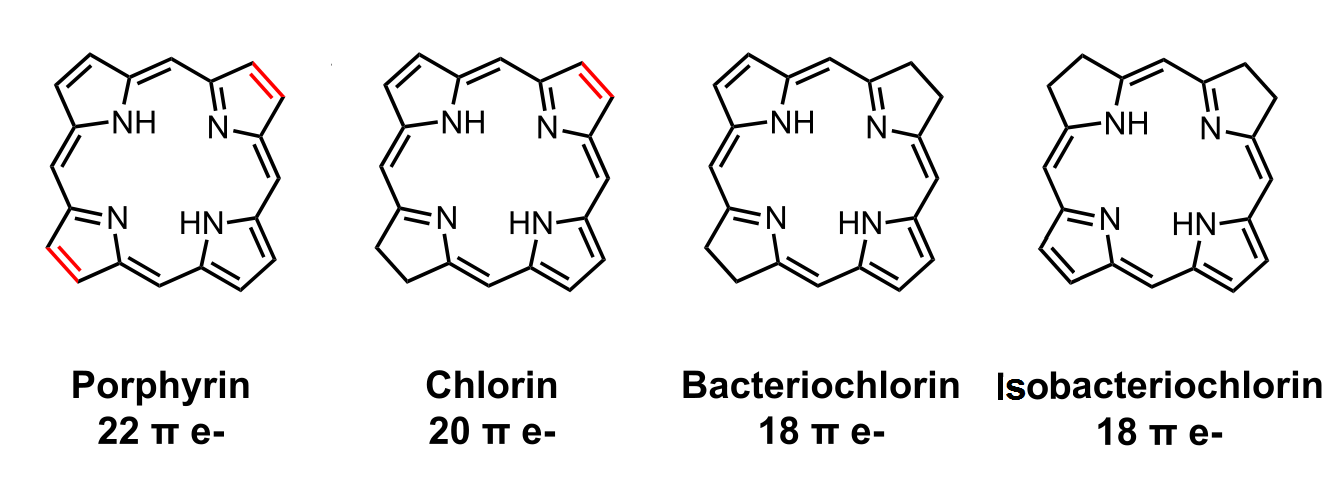
ポルフィン、クロリン、 バクテリオクロリン、イソバクテリオクロリンの構造の違い。